# Философов, Дмитрий Владимирович
Дми́трий Влади́мирович Филосо́фов (26 марта [7 апреля] 1872, Санкт-Петербург — 4 августа 1940, Отвоцк , Генерал-губернаторство) — русский публицист, художественный и литературный критик, религиозно-общественный и политический деятель, один из организаторов объединения «Мир искусства».

## Семья
Происходит из старинного дворянского рода Философовых. Отец В. Д. Философов (1820—1894) был ближайшим помощником военного министра Д. А. Милютина в реформировании русской армии, в 1861—1881 годах — главный военный прокурор и начальник Военно-судебного управления, с 1881 года — член Государственного совета. Мать Анна Павловна Философова, урождённая Дягилева, — литератор, видная деятельница женского движения в России, одна из учредительниц высших женских учебных заведений, организатор благотворительных обществ. Двоюродный брат Сергея Дягилева.

## Ранние годы
Дмитрий Философов окончил частную гимназию К. Мая в 1890 году. Ещё в гимназии интерес к искусству и стремление к самообразованию сблизили его с Александром Бенуа, Вальтером Нувелем и Константином Сомовым.
По окончании юридического факультета Петербургского университета в 1895 году Философов стажировался в Гейдельбергском университете. Затем — служил в Кодификационном отделении при Государственном совете, с 1898 года — в петербургской императорской Публичной библиотеке. С 1897 года он начал заниматься журналистской деятельностью, печатался в журналах «Северный вестник», «Образование», «Трудовая помощь», «Журнале Министерства юстиции».

## «Серебряный век»
В своих воспоминаниях Анна Павловна Философова не без основания писала, вспоминая те далекие времена: 

«Русское декадентство родилось у нас в Богдановском, потому что главными заправилами были мой сын Дмитрий и мой племянник Сергей Дягилев».
 Философовы не только дали кров приехавшему в Петербург после окончания гимназии юному Сергею Дягилеву, но и ввели его в общество, принимали активное участие в реализации всех проектов, гостеприимно принимали у себя друзей своего сына и племянника.
В журнале «Мир искусства» (1898—1904) Д. Философов был редактором литературного отдела, позже занял должность руководителя отдела художественной критики.
Наряду с эстетизмом Философова привлекала религиозно-мистическая сторона жизни, которую воплощал для него Дмитрий Мережковский. Первое сближение с Мережковским и его женой Гиппиус состоялось в 1901 году. Вместе с Мережковским, Василием Розановым и Валентином Тернавцевым Философов участвовал в организации Религиозно-философских собраний в Петербурге. Также с Мережковским основал издание журнала «Новый путь» (1903—1904), где был постоянным автором и, в последний год издания, его редактором.
Сразу после разрыва с кузеном Философов принял предложение Гиппиус и Мережковского уехать с ними на житьё в Париж, став на многие годы их другом и соратником. Все участники «троебратства» жили в одной квартире. Чтобы скрепить «тройственный союз» обрядом, пили вино из одной чаши, трижды за вечер обменивались нательными крестами. Гиппиус была, по-видимому, серьёзно увлечена Философовым, который, однако, не скрывал, что их телесные «сближенья» вызывают у него отторжение. Тем не менее их союз продолжался до самой Октябрьской революции 1917 года.
В 1908 году Философов вернулся в Россию, работал в газетах и журналах «Слово», «Речь», «Русская мысль» и других изданиях; был секретарем (1908), затем председателем (1909—1912) и товарищем председателя (1912—1917) Религиозно-философского общества. До 1913 года жил с Мережковскими в доме Мурузи.

## Эмиграция
В 1918—1919 годах Д. В. Философов работал в Публичной библиотеке, принимал участие в деятельности Политического Красного Креста.
В декабре 1919 года с Мережковским, Гиппиус и В. А. Злобиным под видом командировки для чтения лекций в красноармейских частях он выбрался из Петрограда. Беглецы пересекли польско-большевистский фронт в районе Жлобина и в середине января 1920 года добрались до Минска. Проведя ряд лекций и литературных вечеров, в конце февраля они прибыли в Вильно, откуда в первых числах марта уехали в Варшаву. Мережковский и Гиппиус, разочарованные в Польше, заключившей с большевиками мирный договор, уехали в Париж. Философов, сблизившийся с Б. В. Савинковым, остался в Польше для продолжения борьбы с большевизмом.
Философов был товарищем председателя Русского политического комитета, Народного союза защиты родины и свободы, советником Юзефа Пилсудского по русско-украинскому вопросу (1921). Он редактировал выходившие в Варшаве газеты «Свобода» (1920—1921), «За свободу!» (1921—1932), «Молва» (1932—1934); был соредактором варшавско-парижского журнала «Меч», преобразованного из-за разногласий с Мережковским и Гиппиус в варшавскую газету (1934—1939). Сотрудничал с литературной группой «Таверна поэтов». Был одним из руководителей варшавского «Литературного содружества», его почётным председателем; основатель и руководитель закрытого русско-польского литературного клуба «Домик в Коломне» (1934—1936).

## Поздние годы
В 1930-е годы Д. В. Философов жил в Польше, тяжело переживал измену Б. В. Савинкова, в которую долго не мог поверить, а также смерть соратника и ближайшего единомышленника М. П. Арцыбашева. После 1936 года вследствие преклонного возраста Философов фактически отошёл от литературной и общественной жизни.
Скончался 4 августа 1940 в возрасте 68 лет в Отвоцке (Польша), в оккупированной нацистами Польше.
Похоронен на православном кладбище в Варшаве, недалеко от Арцыбашева.

## Личная жизнь
Философов на протяжении 15 лет состоял в отношениях со своим кузеном Сергеем Дягилевым. Причиной разрыва послужил роман Философова с поэтессой Зинаидой Гиппиус, в «тройном браке» с ней и Дмитрием Мережковским Философов провёл 15 лет.